# Тур Даун Андер (женский)
Тур Даун Андер (англ. Women's Tour Down Under) — шоссейная многодневная велогонка, проходящая по территории Австралии с 2004 года. Является женской версией мужской гонки Тур Даун Андер.

## История
Гонка была создана в 2004 году и изначально проводилась в рамках национального календаря. С 2008 по 2011 год не проводилась. Спустя 12 лет после создания стала повышать свой уровень. В 2016 году вошла в Женский мировой шоссейный календарь UCI, в 2020 году в Женскую ПроСерию UCI, а в 2023 году в Женский мировой тур UCI.
В 2021 и 2022 году гонка была отменена из-за пандемии COVID-19 и вместо неё на национальном уровне проводилась многодневка Santos Festival of Cycling.
Маршрут гонки проходит в окрестностях Аделаиды штат Виктория. Изначально он состоял из трёх этапов в виде 30-минутных критериумовм которые проводились в течение пяти дней. С 2011 года часть критериумов стала заменяться на полноценные групповые этапы. С 2016 года гонка избавилась от критериумов и стала состоять из четырёх этапов один из которых мог быть в формате индивидуальной гонки. Дистанции этапов проложены в частности в городах Линдох, Нэрн, Бидвуд, Хандорф, Марри-Бридж, Гленелг. Заключительный этап проводится в Аделаиде.

## Призёры
| Год  | Победитель           | Второй               | Третий                |         |
| ---- | -------------------- | -------------------- | --------------------- | ------- |
| 2004 | Ойнон Вуд            | Сара Кэрриган        | Оливия Голлан         |         |
| 2005 | Дженни Макферсон     | Рошелль Гилмор       | Алексис Роудс         |         |
| 2006 | Дженни Макферсон     | Салли Кауман         | Бриджет Эванс         |         |
| 2007 | Дженни Макферсон     | Белинда Госс         | Пета Малленс          |         |
| 2011 | Хлоя Хоскинг         | Аннетт Эдмондсон     | Николь Уитберн        |         |
| 2012 | Юдит Арндт           | Ребекка Вернер       | Алексис Роудс         |         |
| 2013 | Кимберли Уэллс       | Николь Уитберн       | Дженни Макферсон      |         |
| 2014 | Лус Гюнневейк        | Валентина Скандолара | Аманда Спратт         |         |
| 2015 | Валентина Скандолара | Мелисса Хоскинс      | Лорен Рауни           |         |
| 2016 | Катрин Гарфут        | Шелли Олдс           | Лорен Китчен          |         |
| 2017 | Аманда Спратт        | Яннеке Энсинг        | Кирстен Вилд          |         |
| 2018 | Аманда Спратт        | Лорен Стивенс        | Катрин Гарфут         |         |
| 2019 | Аманда Спратт        | Люси Кеннеди         | Рэйчел Нейлан         |         |
| 2020 | Рут Уиндер           | Лиана Липперт        | Аманда Спратт         |         |
| 2021 | отменён              | отменён              | отменён               | отменён |
| 2022 | отменён              | отменён              | отменён               | отменён |
| 2023 | Грейс Браун          | Аманда Спратт        | Джорджия Уильямс      |         |
| 2024 | Сара Джиганте        | Нинке Винке          | Нив Брэдбери          |         |
| 2025 | Ноэми Рюэгг          | Silke Smulders       | Mie Bjørndal Ottestad |         |